# Спонсорский контент
«Спонсорский контент» — восьмой эпизод девятнадцатого сезона мультсериала «Южный парк».

## Сюжет
П. К. Директор разозлён использованием слова «отсталый» в школьной газете. Он ищет редактора школьной газеты и грозит переломать ему ноги. Узнав, что редактором является Джимми Волмер, он вызывает его в свой кабинет. П. К. Директор сообщает ему, что хочет лично просматривать материал газеты перед её выпуском, но Джимми не согласен с этим условием и обвиняет П. К. Директора за предвзятое отношение к инвалидам. П. К. Директор запрещает распространять газету на территории школы, поэтому Джимми организовывает ручную доставку газеты до дома.
Стивен Стотч подмечает, что приятно читать новости в бумажной газете, где нет рекламы и спонсируемого контента. П. К. Директор приглашает Джимми поговорить с другим инвалидом Нейтаном, который выражает скорбь, услышав слово «отсталый». Нейтан признается Джимми, что все изменения, происходящие в Южном Парке, не совпадение. На президентских дебатах Хиллари Клинтон подвергается нападению Мистера Гаррисона и его напарника Кейтлин Дженнер. После дебатов Гаррисон встречает за кулисами директора Викторию.
П. К. Директор приглашает инвалидов на вечеринку в дом П. К. Братства, но большинство членов П. К. Братства хотят «придавить киску» и не замечают инвалидов. На следующий день Джимми печатает статью, в которой расшифровывает термин «П. К.» как «придавить киску». Представитель страховой компании GEICO предлагает Джимми 26 млн долларов, за рекламу в его газете, но Джимми отказывается. Рэнди и Шерон Марш спорят из-за статьи про «П. К.» в школьной газете. Шерон требует, чтобы Рэнди перестал ходить в дом П. К. Братства.
Джимми и Барбреди встречаются с группой неизвестных мужчин во главе с таинственным незнакомцем, который утверждает, что интернет-объявления стали умными и научились предугадывать желания людей. Джимми успешно проходит испытание на способность различать реальные новости от интернет-рекламы, после чего его отправляют к однокласснице по имени Лесли. Джимми и Лесли понимают, что эти мужчины — бывшие репортёры. Позже Джимми понимает, что Лесли — это реклама с искусственным интеллектом. П. К. Директор увольняет Джимми из школьной газеты и заменяет его Нейтаном. Директор Виктория утверждает Мистеру Гаррисону, что её не уволили, а заменили. Чтобы разобраться в этой ситуации, они возвращаются в «Южный Парк».

## Интересные факты
- Название теста, который проводят над Джимми, а так же речь вступительной заставки к этому тесту, отсылают к игре 1981 года «B-17 Bomber» для игровой консоли Intellivision. Технология синтеза речи домашним компьютером была в новинку и B-17 Bomber является одной из первых игр её использующих.[1]

## Рецензии
Макс Николсон из IGN дал эпизод 7.8 из 10, а Крис Лонго из Den of Geek 4 звезды из 5. Дэн Кэффри из The A. V. Club поставил A- и прежде всего за научно-фантастические отсылки в этой серии. Разговор Джимми и Лесли напомнил ему такие работы, как «Бегущий по лезвию», «Призрак в доспехах» и «Искусственный разум», а также другие фильмы, где показаны отношения людей и андроидов.